# 彭蒂·林诺斯沃
彭蒂·林诺斯沃（芬蘭語：Pentti Linnosvuo，1933年3月17日—2010年7月13日），芬兰男子射击运动员。他曾代表芬兰参加1952年、1956年、1960年、1964年和1968年夏季奥林匹克运动会射击比赛，共收获两枚金牌和一枚银牌。